# Capacitat del canal

Capacitat de canal per a constel·lacions complexes.

En enginyeria elèctrica, informàtica i teoria de la informació, la capacitat del canal, és el límit superior ajustat de la velocitat a la qual la informació es pot transmetre de manera fiable a través d'un canal de comunicació.
Seguint els termes del teorema de codificació del canal sorollós, la capacitat d'un canal determinat és la taxa d'informació més alta (en unitats d'informació per unitat de temps) que es pot aconseguir amb una probabilitat d'error arbitràriament petita.
La teoria de la informació, desenvolupada per Claude E. Shannon el 1948, defineix la noció de capacitat del canal i proporciona un model matemàtic amb el qual es pot calcular. El resultat clau indica que la capacitat del canal, tal com s'ha definit anteriorment, ve donada pel màxim de la informació mútua entre l'entrada i la sortida del canal, on la maximització és respecte a la distribució d'entrada.
La noció de capacitat del canal ha estat fonamental per al desenvolupament de sistemes moderns de comunicació amb cable i sense fil, amb l'arribada de nous mecanismes de codificació de correcció d'errors que han donat com a resultat un rendiment molt proper als límits promesos per la capacitat del canal.

## Definició formal
El model matemàtic bàsic d'un sistema de comunicació és el següent:
{\displaystyle {\xrightarrow[{\text{Message}}]{W}}{\begin{array}{|c|}\hline {\text{Encoder}}\\f_{n}\\\hline \end{array}}{\xrightarrow[{\mathrm {Encoded \atop sequence} }]{X^{n}}}{\begin{array}{|c|}\hline {\text{Channel}}\\p(y|x)\\\hline \end{array}}{\xrightarrow[{\mathrm {Received \atop sequence} }]{Y^{n}}}{\begin{array}{|c|}\hline {\text{Decoder}}\\g_{n}\\\hline \end{array}}{\xrightarrow[{\mathrm {Estimated \atop message} }]{\hat {W}}}}
on:
- {\displaystyle W} és el missatge a transmetre;
- {\displaystyle X} és el símbol d'entrada del canal ({\displaystyle X^{n}} és una seqüència de {\displaystyle n} símbols) pres en un alfabet {\displaystyle {\mathcal {X}}};
- {\displaystyle Y} és el símbol de sortida del canal ({\displaystyle Y^{n}} és una seqüència de {\displaystyle n} símbols) pres en un alfabet {\displaystyle {\mathcal {Y}}};
- {\displaystyle {\hat {W}}} és l'estimació del missatge transmès;
- {\displaystyle f_{n}} és la funció de codificació d'un bloc de longitud {\displaystyle n};
- {\displaystyle p(y|x)=p_{Y|X}(y|x)} és el canal sorollós, que es modela mitjançant una distribució de probabilitat condicional; i,
- {\displaystyle g_{n}} és la funció de descodificació d'un bloc de longitud {\displaystyle n}.

Es modelen {\displaystyle X} i {\displaystyle Y} com a variables aleatòries. A més, sigui {\displaystyle p_{Y|X}(y|x)} la funció de distribució de probabilitat condicional de {\displaystyle Y} donat {\displaystyle X}, que és una propietat fixa inherent al canal de comunicació. Llavors l'elecció de la distribució marginal {\displaystyle p_{X}(x)} determina completament la distribució conjunta {\displaystyle p_{X,Y}(x,y)} a causa de la identitat
{\displaystyle \ p_{X,Y}(x,y)=p_{Y|X}(y|x)\,p_{X}(x)}
que, al seu torn, indueix una informació mútua {\displaystyle I(X;Y)} . La capacitat del canal es defineix com
{\displaystyle \ C=\sup _{p_{X}(x)}I(X;Y)\,}
on el suprem es pren de totes les opcions possibles {\displaystyle p_{X}(x)}.